# Ctenolophus cregoei
Ctenolophus cregoei là một loài nhện trong họ Idiopidae.
Loài này thuộc chi Ctenolophus. Ctenolophus cregoei được William Frederick Purcell miêu tả năm 1902.